# Massénův most
Massénův most (francouzsky Pont Masséna) je silniční most ve 13. pařížském obvodu, který je součástí vnitřního okruhu kolem Paříže, tzv.	Boulevard périphérique. Postaven byl v letech 1966–1969 a zůstává nejdelším mostem v Paříži. Jeho výstavba je zachycena v dokumentu Dálnice lámající rekordy.

## Název a výstavba
Most je nepřímo pojmenován po André Massénovi, generálovi a maršálovi Francie z období Napoleonských válek. V době výstavy mostu vedla souběžně s ním část Boulevardu Masséna, ale v roce 2005 byla celá východní část tohoto bulváru od nábřeží až ke křižovatce ulic Avenue de la Porte de Vitry a Rue de Patay přejmenována na Boulevard du Général-Jean-Simon.
Budování vnitřního okruhu kolem Paříže (Boulevard périphérique) probíhalo v letech 1956–1973 a prakticky pro celou trasu byl využit prostor po bývalých hradbách, které byly zbořeny v roce 1919. Na několika místech však stavbaři narazili na složité překážky a jednou z nich bylo seřaďovací nádraží s 50 kolejemi. Překážku nebylo možné obejít ani podejít tunelem (toto řešení bylo použito na jiném místě okruhu pro fotbalový stadión), proto jedinou možností byl most. 
Most tak je mimořádný tím, že nevede přes žádnou řeku, ani údolí. Stavba narážela na četné problémy, plné dva roky trvala úvodní studie. Hlavní komplikací byl nedostatek místa mezi kolejemi pro nezbytné pilíře. Nakonec se podařilo vyřešit, jak postavit sedm pilířů, ale osmý musel být oproti původním představám vynechán. Jedna sekce mostu tak je mnohem delší než ostatní a největší rozpětí činí 161,5 metru. Při konstrukci a stavbě mostu proto bylo nutné využít tehdy nejnovější poznatky vědy a dopravního stavitelství. Celková délka je 492 metrů, dodnes se jedná o nejdelší most v Paříži.
Most navrhl německý architekt Hellmut Homberg. V letech 1963 až 1965 probíhal stavebně geologický průzkum místa, samotná výstavba mostu pak v období 1966–1969. Zavěšený most postavily společnosti Fives-Lille-Cail, CFEM a Baudin pod vedením Luciena Carpentiera a později Jeana Valentina pro skupinu SNCF, která projekt řídila. Architekt Hellmut Homberg byl po dobu výstavby konzultantem.

## DokumentDálnice lámající rekordy
Ve francouzském dokumentárním filmu Dálnice lámající rekordy režiséra Alexa Garyho z roku 2022 (anglická verze 2023; vysílání v České televizi v květnu 2025 pod odlišným názvem, jako součást pětidílného cyklu) je zhruba třetina věnována výstavbě okruhu kolem Paříže. Soustřeďuje se přitom na čtyři klíčové a velmi obtížné stavby v rámci okruhu, jednou z nich je právě Massénův most (dalšími jsou most přes největší Výstaviště Porte de Versailles, tunel a nad ním nově postavený fotbalový stadión Parc des Princes a tunel pod jezerem v Buloňském lesíku).